# John Mayock
John Paul Mayock  (* 26. října 1970 Barnsley) je bývalý britský atlet, běžec na střední a dlouhé tratě.

## Sportovní kariéra
Dvakrát postoupil do olympijského finále běhu na 1500 metrů. V Atlantě v roce 1996 doběhl jedenáctý, v Sydney o čtyři roky později devátý.
Jeho prvním mezinárodním úspěchem bylo druhé místo v běhu na 5000 metrů na juniorském mistrovství Evropy v roce 1989. Dařilo se mu zejména na halových šampionátech – v roce 1992 se stal vicemistrem Evropy v běhu na 3000 metrů, v roce 1998 se v této disciplíně stal halovým mistrem Evropy. Kompletní sbírku medailí dovršil o dva roky později, když skončil na halovém mistrovství Evropy třetí na tříkilometrové trati. Jeho posledním mezinárodním úspěchem byla stříbrná medaile v běhu na 3000 metrů na evropském halovém šampionátu v roce 2005.